# Enghave Brygge station
Enghave Brygge station är en underjordisk metrostation (tunnelbana) på Enghave Brygge i Köpenhamns hamn som betjänar linje M4 på Köpenhamns metro. 
Stationen invigdes den 22 juni 2024 och är dekorerad av konstnären Pernille With Madsen.
Flera av stationens normala väggpaneler har ersatts med arkeologiska fynd, geologiska fenomen och science fiction-rekvisiter. På mellannivån, där man köper biljetter, är 13 glaspaneler utbytta mot 1×2 meter stora betongelement med ingjutna, blinkande lysdioder.